# Новинское (Родниковский район)
Новинское — село в Родниковском районе Ивановской области. Входит в состав Филисовского сельского поселения.

## География
Находится в центральной части Ивановской области на расстоянии приблизительно 4 км на северо-восток по прямой от районного центра города Родники.

## История
В 1872 году здесь (тогда село Нерехтского уезда Костромской губернии) было учтено 37 дворов, в 1907 году — 35. В селе была Казанская церковь (не сохранилась).

## Население
Постоянное население составляло 214 человек (1872 год), 176 (1897), 232 (1907), 21 в 2002 году (русские 100 %), 12 в 2010.